# 埃尔河畔圣阿尼昂
埃尔河畔圣阿尼昂（法語：Saint-Agnan-sur-Erre，法語發音：[sɛ̃.t‿aɲɑ̃ syʁ ɛʁ] ⓘ）是法国奥恩省的一个旧市镇，属于莫尔塔涅欧佩什区。2016年，埃尔河畔圣阿尼昂与临近的5个市镇合并为新市镇瓦勒欧佩什。

## 地理
埃尔河畔圣阿尼昂（48°19'8"N, 0°43'35"E）面积5.28 平方千米，位于法国诺曼底大区奧恩省，该省份为法国西北部内陆省份，北起顺时针与卡爾瓦多斯省、厄尔省、厄尔-卢瓦省、萨尔特省、马耶讷省和芒什省接壤。
与埃尔河畔圣阿尼昂接壤的市镇（或旧市镇、城区）包括：普雷欧迪佩尔什、拉鲁日、埃尔河畔圣伊莱尔。

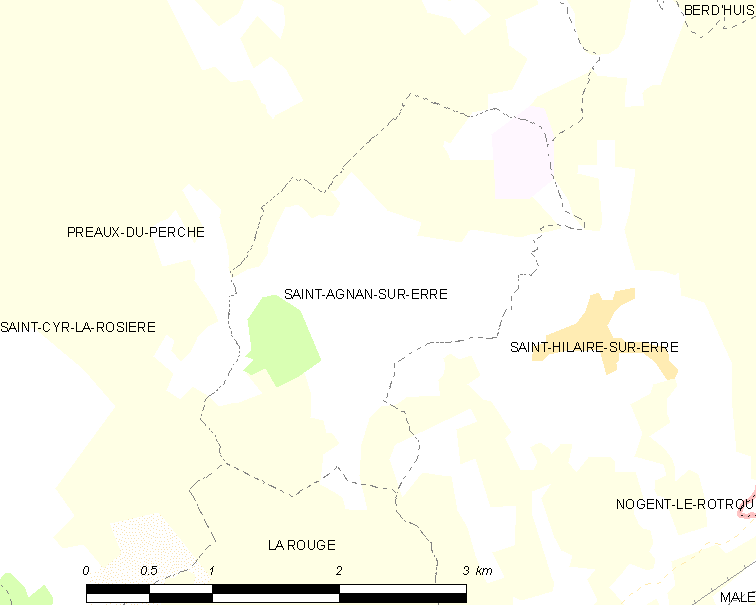
埃尔河畔圣阿尼昂的OSM定位图

埃尔河畔圣阿尼昂的时区为UTC+01:00、UTC+02:00（夏令时）。

## 行政
埃尔河畔圣阿尼昂的邮政编码为61340，INSEE市镇编码为61359。

## 政治
埃尔河畔圣阿尼昂所属的省级选区为瑟通县。

## 人口

1962-2008年间埃尔河畔圣阿尼昂人口变化图示

埃尔河畔圣阿尼昂于2018年1月1日时的人口数量为172人。